# Gruppo di NGC 835
Il Gruppo di NGC 835 comprende almeno sette galassie situate nella costellazione della Balena. La distanza media tra il centro di massa di questo gruppo e la nostra Via Lattea è di circa 176 milioni di anni luce (53,3 Mpc).

## Membri
Le galassie componenti il gruppo, indicate nell'articolo di Garcia del 1993, sono:
| Nome        | Classificazione  | Tipo               | RA (J2000.0)  | DEC (J2000.0) | Velocità radiale (km/s) | Magnitudine apparente | Distanza (Mpc) | Dimensioni (kal) |
| ----------- | ---------------- | ------------------ | ------------- | ------------- | ----------------------- | --------------------- | -------------- | ---------------- |
| NGC 833     | (R')Sa? pec      | Spirale            | 02h 09m 20.8s | -10° 07′ 59″  | 3864 ± 10               | 12,7                  | 53,1 ± 3,7     | 98               |
| NGC 835     | SAB(r)ab? pec    | Spirale intermedia | 02h 09m 24.6s | -10° 08′ 09″  | 4073 ± 10               | 12,1                  | 53,0 ± 3,7     | 41               |
| NGC 838     | SA0^0(rs) pec?   | Lenticolare        | 02h 09m 38.5s | -10° 08′ 48″  | 3851 ± 1                | 13,0                  | 53,1 ± 3,7     | 70               |
| NGC 839     | S0? pec          | Lenticolare        | 02h 09m 42.9s | -10° 11′ 03″  | 3874 ± 5                | 13,1                  | 53,4 ± 3,8     | 76               |
| NGC 848     | (R')SB(s)ab pec? | Spirale barrata    | 02h 10m 17.6s | -10° 19′ 17″  | 3989 ± 6                | 13,0                  | 55,2 ± 3,9     | 82               |
| NGC 873     | Sc pec?          | Spirale            | 02h 16m 32.3s | -11° 20′ 55″  | 4013 ± 6                | 12,6                  | 55,7 ± 3,9     | 86               |
| MGC -2-6-19 | Sd?              | Spirale            | 02h 03m 02.0s | -09° 39′ 23″  | 3861 ± 5                | 14,6833               | 53,1 ± 3,7     | 113              |

Quattro delle galassie di questo gruppo fanno anche parte di Hickson Compact Group HCG 16: NGC 833, NGC 835, NGC 835 e NGC 839.
Il sito DeepskyLog permette di trovare agevolmente le costellazioni in cui si trovano le galassie; in alternativa si possono utilizzare le coordinate delle galassie per individuarle. Se non altrimenti indicato, le coordinate sono quelle fornite dal sito NASA/IPAC (National Aeronautics and Space Administration / Infrared Processing and Analysis Center).